# Salman bin Abdulaziz al Saud
Salman bin Abdulaziz Al Saud (nume complet Salman Bin Abdulaziz Bin Abdulrahman Bin Faisal Bin Turki Bin Abdullah Bin Mohammed Bin Saud, în arabă سلمان بن عبد العزيز آل سعود, n. 31 decembrie 1935, Riad, Arabia Saudită) este din 23 ianuarie 2015 rege absolut și între 2015-2022 a fost și prim-ministru al Arabiei Saudite. El este unul din fiii fondatorului Arabiei Saudite,  Abdulaziz Ibn Saud, este al șaptelea monarh de la întemeierea acestui regat, cel dintâi născut după unificarea Arabiei Saudite, și Custodele celor două Moschei sfinte ale islamului de la Mecca și Medina.Între 18 iunie 2012-23 ianuarie 2015 a fost prințul moștenitor al Arabiei Saudite. Actualmente (în 2025) este al treilea ca vârstă șef de stat din lume, cel mai vârstnic monarh din lume.  

## Copilărie și tinerețe
Salman este al 32-lea copil al fondatorului Arabiei Saudite, regele Abd al-Aziz Ibn Saud, care a fost căsătorit cu 30 de femei și a avut peste 50 de copii, și al șaselea fiu al soției acestuia, Hassa Bint Ahmed al Sudeiri din familia Sudeiri (1900–1969) (alături de regele Fahd și emirii Sultan și Nayef). În copilărie a crescut în palatul Murabba din Riyad. A studiat la școala princiară din Riyad, înființată de tatăl său pentru fiii casei regale. Programa de învățământ a inclus studii religioase și de științe moderne, mai ales matematica și geografie.
Regele Salman are din trei căsnicii o fiică și 12 fii. Fiul său, Sultan (n. 1956), a fost în 1985 primul cosmonaut saudit.
În anul 2011 a murit soția sa, Sultana.
În urma unui accident vascular cerebral, la începutul anului 2014, Salman suferă de o pareză a brațului stâng.

## Cariera politică

### Guvernator al Riyadului
La 17 martie 1954 emirul Salman a fost numit de tatăl său primar al capitalei Riyad.
După un an a fost instalat în această funcție de către noul rege Saud. La 4 februarie 1963 a fost numit guvernator al districtului Riyad, funcție pe care a deținut-o până în 2011. Ca guvernator a contribuit la dezvoltarea capitalei, care s-a transformat dintr-un oraș de mărime mijlocie, într-o metropolă centrală, un punct de atracție turistic și un centru financiar de mare însemnătate.

### Finanțarea terorismului
Alianța din anii 1980-1990 dintre monarhii Arabiei Saudite și clericii de top ai țării s-a dovedit a fi principalul finanțator al terorismului internațional, milioane de dolari au servit pentru luptele din Afganistan, Bosnia și în alte părți. Printre sponsorii mari ai proiectului a fost și prințul de atunci, Salman ibn Abd al-Aziz Al Saud..

### Ministru al apărării și prinț moștenitor
La 5 noiembrie 2011 a fost numit ministru al apărării, înlocuindu-l in această funcție pe defunctul său frate, Sultan. În aceeași zi emirul Sattam bin Abd al-Aziz a fost numit guvernator al capitalei. La 18 iunie 2002 Salman a fost numit prinț moștenitor în locul lui Nayef, în paralel fiind numit și viceprim-ministru. Numirea sa a fost interpretată ca un semn dat de monarhul saudit cu privire la continuarea reformelor prudente.
Salman a continuat politica de prevenire a expansiunii Iranului în Golful Persic sau Arab, dând sprijin emirului din Bahrein în reprimarea insurgenței șiite în 2011. În 2012 i-a întâlnit pe președintele SUA, Obama, și pe premierul Cameron al Regatului Unit. În 2013 Arabia Saudită a ajuns la cheltuieli militare de 67 miliarde de dolari pe an, ajungând în acest domeniu pe locul al patrulea în lume și întrecând Regatul Unit, Franța și Japonia
Emirul Salman a stat la conducerea politicii militare a țării când în 2014 Arabia Saudită s-a alăturat Statelor Unite, și unor țări arabe în lansarea de atacuri aeriene împotriva pozițiilor ocupate de forțele așa numitului Stat Islamic (Daash) pe teritoriile Irakului și Siriei.

## Rege al Arabiei Saudite

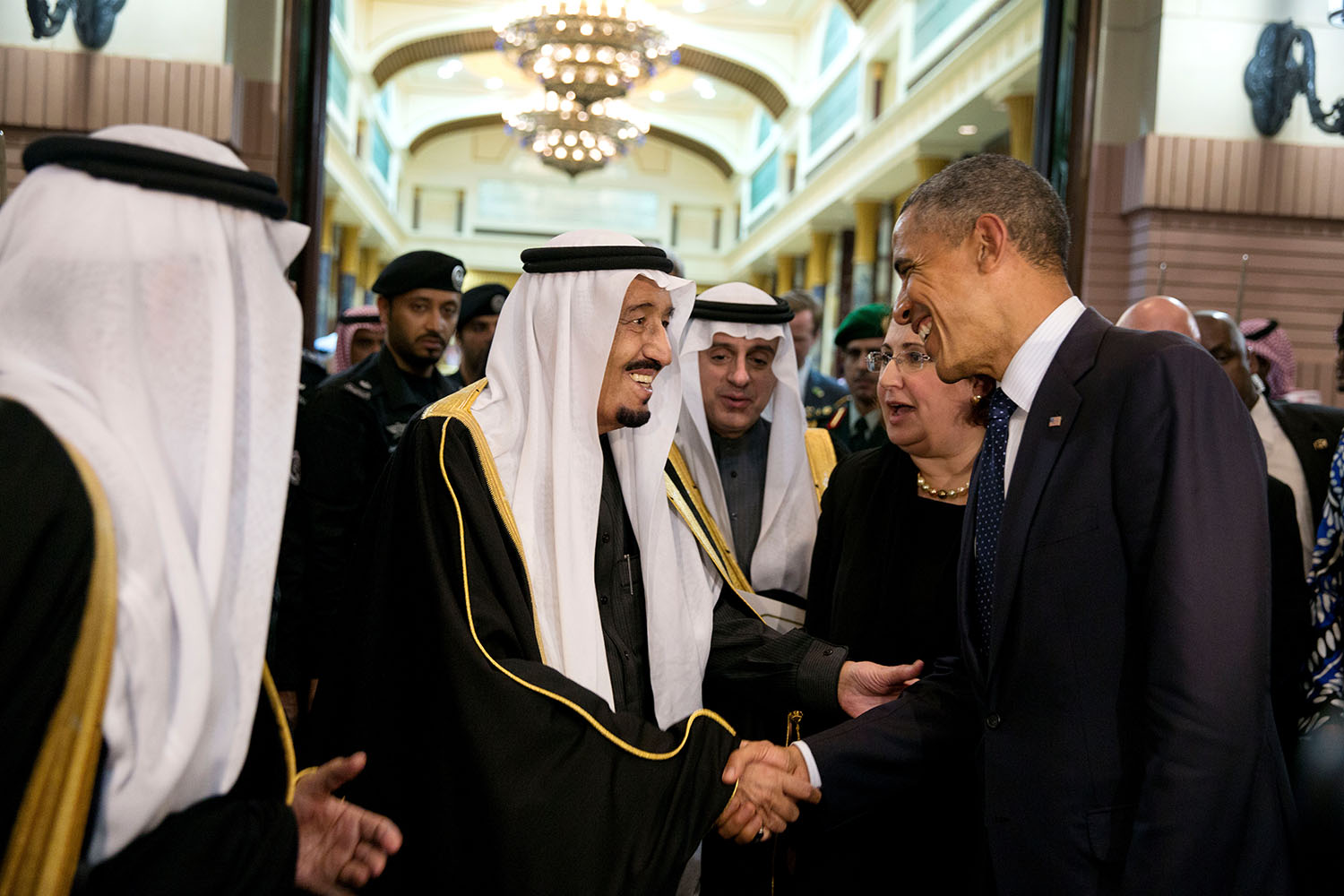
Regele Salman ibn Abd al-Aziz cu Barack Obama (2015)

În urma decesului fratelui său, Abdullah, el a fost numit rege la 23 ianuarie 2015, la vârsta de 79 ani. 
La 21 iunie 2017 regele a anunțat schimbarea prințului moștenitor Muhammad ben Nayef cu fiul său, Mohammed bin Salman Al Saud. 

### Războiul din Yemen
În martie 2015 regele Salman a ordonat bombardarea din aer a pozițiilor hutilor din Yemen și a organizat o coaliție de zece state musulmane în războiul împotriva hutilor care in anul 2011 l-au înlăturat de la putere pe președintele Yemenului Abd Rabbu Mansur Hadi.

### Războiul civil din Siria
Arabia Saudită a fost criticată aspru de organizațiile pentru drepturile omului care au susținut că atacurile aeriene saudite în Siria au încălcat legile războiului.
În Siria Arabia Saudită a sprijinit în mod deschis pe răsculații din organizația  Ahrar a-Sham, legată de organizația Al Qaida.

### Criza in relațiile cu Iranul
În septembrie 2015 s-a produs un grav accident în timpul pelerinajului la Mecca când circa 2200 pelerini, multi din ei iranieni, au murit  în înghesuială, striviți, sufocați sau călcați. 
Iranul s-a situat pe poziții adverse in conflictele din Siria și Yemen. În Siria, Iranul a sprijinit regimul lui Bashar al Assad împotriva răsculaților din mai multe partide și organizații, inclusiv islamiste sunite, și laice.  
În Yemen Iranul susține organizația hutilor șiiți care au pus mâna pe putere în capitala Sanaa și într-o parte din teritoriul țării.
Arabia Saudită l-a executat pe conducătorul religios șiit Nimr A-Nimr sub acuzația de terorism.

### Contracte de arme
În mai 2017 regele Salman a semnat la Riyad cu președintele american Donald Trump o nouă însemnată tranzacție comercială cu Statele Unite în valoare de 300 miliarde de dolari, inclusiv de echipament militar in valoare de 110 miliarde dolari.   

### Criza în relațiile cu Qatar
La 5 iunie 2017 Arabia Saudită a hotărât să boicoteze Qatarul, principalul aliat al Fraților musulmani și al Turciei, acuzându-l de primejduirea stabilității în regiune și de sprijinirea terorismului.

### Alte evenimente
În 2017 femeile saudite au primit permisiunea de a conduce automobile private. 
În împrejurările precarității stării de sănătate a regelui, 
al șaptelea fiu al său, printul moștenitor Mohammed bin Salman a devenit conducătorul de facto al țării, preluând din anul 2022 funcția de prim ministru.

## Om de afaceri
Salman este și proprietarul ziarului  Asharq Al-Awsat (arabă: الشرق الاوسط, Orientul Apropiat‘) care apare la  Londra. Prin intermediul fiului sau, Faisal, controlează și „The Saudi Research and Marketing Group” SRMG, cea mai mare firmă de media din Orientul Apropiat.

## Legături interne
- king-abdullah-who-nudged-saudi-arabia-forward-dies-at-90.html New York Times 23/1/2015
- reuters 18 iunie 2012 saudi crownprince appointment Arhivat în 4 octombrie 2015, la Wayback Machine.